# 乔埃尔·坎贝尔
祖爾·納塔涅爾·甘保·森姆斯（西班牙語：Joel Nathaniel Campbell Samuels，發音：[ɟʝoˈel ˈkambel]；1992年6月26日—），是一名哥斯达黎加職業足球員，現時效力哥斯達黎加足球甲級聯賽球會阿拉胡埃伦斯和哥斯達黎加。司職翼鋒。愛好吃墨西哥辣椒。
甘保於2011年加盟阿仙奴，並於隨後3年被外借至3間位於不同國家的球會，分別是法國甲組足球聯賽的羅連安特、西班牙甲組足球聯賽的皇家貝迪斯和希臘超級足球聯賽的奧林比亞高斯。其後甘保於2014年英格蘭社區盾的賽事中，首次代表阿仙奴上陣，最終亦贏得冠軍。2015年，他被外借至西班牙球會維拉利爾。2016-17球季，他被外借至葡萄牙球會士砵亭。
在國家隊方面，甘保自2011年開始入選哥斯達黎加國家足球隊，參與2011年美洲金盃、2011年美洲國家盃等賽事，他至今已為國家隊上陣超過50場。

## 球會生涯

### 薩普里薩
甘保出身家鄉球會薩普里薩，曾於2011年1月短暫外借至蓬塔雷纳斯足球會。
2011年7月28日哥斯達黎加的電視台報導甘保與英超球會阿仙奴達成加盟協議，他於稍後澄清尚未簽約，但正在進行商討中。8月6日，當地傳媒報導甘保拒絕及的邀請後，即將與阿仙奴簽署五年合約。

### 阿仙奴
2011年8月19日，阿仙奴在官網證實正式羅致甘保，但他未能取得工作證。
外借至羅連安特
因甘保未能取得工作證，他被外借至羅連安特，阿仙奴隊友吉利斯·蘇努則同時轉會至此。在對陣索察時，他於第79分鐘入替，並送出助攻給前鋒埃梅加拉，協助球隊迫和對手。10月1日，他在對陣華倫西恩斯時攻入首個入球，協助球隊小勝2比0。10月26日，甘保在法國聯賽盃對陣蒙彼利埃的賽事中射入1球；5日後，同樣在對陣蒙彼利埃的比賽中，再射入一球，協助球隊鎖定2比1勝局。
外借至皇家貝迪斯
2012年7月6日，甘保被外借至西甲球會皇家貝迪斯，外借1季。8月25日，他首次為球隊上陣，於對陣華歷簡奴的比賽中，上陣最後20分鐘，可惜球隊以1比2落敗。
甘保於28場的比賽中，攻入2球：第1球為對陣拉科魯尼亞時攻入，協助球隊作客以3比2勝出；第2球為對陣利雲特時攻入，協助球隊以2比0勝出。
外借至奧林比亞高斯
2013年7月，甘保成功取得工作證，但仍被外借至奧林比亞高斯。10月27日，他在對陣OFI克雷迪時，交出4次助攻，協助球隊大勝5比1。2星期後，他以1入球，2助攻的表現，帶領球隊大勝P.A.O.K.4比0。
2014年2月25日，甘保於歐洲聯賽冠軍盃對陣曼聯時，射入該場比賽的第2球，協助球隊以2比0勝出16強首回合的賽事，但其後被曼聯在次回合以3比0取勝，無緣晉級8強賽事。
返回阿仙奴
阿仙奴領隊於賽前熱身賽時表明會把甘保收回，成為一線隊其中一員。2014年8月2日，甘保於酋長盃對陣賓菲加時攻入1球，協助球隊大勝5比1。8天後的社區盾賽事，甘保於第85分鐘入替，最終阿仙奴以3比0大勝曼城，捧走獎盃。他於8月23日完成聯賽首戰，於第74分鐘入替翼鋒，並協助球隊以2比2迫和愛華頓。甘保於9月23日首次為阿仙奴正選上陣，於英格蘭聯賽盃對陣修咸頓的比賽中，他聯同和一起攻堅，但於主場以1比2不敵修咸頓。
外借至維拉利爾
2015年1月24日，比利亞雷阿爾宣佈成功租借甘保至季尾，5月10日，他攻入外借至維拉利爾的第1球，以1比0小勝艾爾切，協助球隊鎖定來季的歐洲賽事資格。
2015-16賽季
完結維拉利爾的外借後，甘保返回阿仙奴，並在2015年9月23日上場對陣熱刺，協助球隊以2比1取勝。10月31日，因翼鋒和，甘保獲得首次在英超上陣的機會，對陣，他在第73分鐘接應的傳球，射入他首個英超入球，最終阿仙奴淨勝3比0。甘保在對陣時，攻入在酋長球場的第一球，協助球隊以3比1取勝。於2016年1月9日，阿仙奴在英格蘭足總盃的賽事中，再次對陣，甘保同樣能射進1球，協助球隊以相同比數勝出。
2016-17賽季
7月28日，阿仙奴在季前熱身賽對陣美國職業足球大聯盟聯隊，甘保在球賽早段搏得禁區內犯規，贏得十二碼，並親自操刀射入，令球隊以2比1取勝。

### 費辛隆尼
2018年8月17日，甘保與弗羅西諾內簽約3年。2019年1月被外借至萊昂18個月。

## 國家隊生涯
甘保入選哥斯達黎加U17參賽2009年「中北美洲及加勒比海U17足球錦標賽」（CONCACAF U-17 Championship）。雖然他只是射入兩球，但已是球隊的首席射手。兩年後，甘保再入選哥斯達黎加U20參賽2011年「中北美洲及加勒比海U20足球錦標賽」（CONCACAF U-20 Championship），哥斯達黎加一直晉級至決賽，但以1比3負於墨西哥而屈居亞席。甘保以6個入球成為賽事神射手，包括在八強，以6比1大破古巴的比賽中大演帽子戲法。
2011年6月5日獲提升上大國腳的甘保在2011年美洲金盃對古巴首次上陣，他射入1球為球隊鎖定5-0勝局，球隊在八強淘汰賽於互射十二碼不敵洪都拉斯出局。甘保隨隊轉戰在阿根廷舉行的2011年美洲國家盃，在2011年7月7日分組賽2-0擊敗玻利維亞再入1球，但球隊仍於分組賽出局。
國際賽入球
| #   | 日期           | 場地                                              | 對賽球隊 | 入球 | 賽果 | 競賽               |
| --- | -------------- | ------------------------------------------------- | -------- | ---- | ---- | ------------------ |
| 1.  | 2011年6月5日   | 美國,阿靈頓,牛仔體育場                            | 古巴     | 5–0  | 5–0  | 2011年美洲金盃     |
| 2.  | 2011年7月7日   | 阿根廷,聖薩爾瓦多-德胡胡伊,23迪阿古斯圖球場       | 玻利维亚 | 2–0  | 2–0  | 2011年美洲國家盃   |
| 3.  | 2011年11月15日 | 哥斯達黎加,聖何塞,哥斯大黎加國家體育場            | 西班牙   | 2–0  | 2–2  | 友誼賽             |
| 4.  | 2012年2月29日  | 威爾斯,卡迪夫,千禧球場                            |          | 1–0  | 1–0  | 友誼賽             |
| 5.  | 2012年6月8日   | 哥斯達黎加,聖何塞,哥斯大黎加國家體育場            | 薩爾瓦多 | 2–0  | 2–2  | 2014年世界盃外圍賽 |
| 6.  | 2012年6月12日  | 圭亞那,Providence,Providence Stadium              |          | 4–0  | 4–0  | 2014年世界盃外圍賽 |
| 7.  | 2012年11月14日 | 玻利維亞,聖克魯斯,Estadio Ramón Tahuichi Aguilera | 玻利维亚 | 1–0  | 1–1  | 友誼賽             |
| 8.  | 2013年9月6日   | 哥斯達黎加,聖何塞,哥斯大黎加國家體育場            | 美国     | 3–1  | 3–1  | 2014年世界盃外圍賽 |
| 9.  | 2014年3月5日   | 哥斯達黎加,聖何塞,哥斯大黎加國家體育場            | 巴拉圭   | 1–0  | 2–1  | 友誼賽             |
| 10. | 2014年6月14日  | 巴西,福塔雷薩,卡斯特勞體育場                      | 乌拉圭   | 1–1  | 3–1  | 2014年世界盃       |
| 11. | 2015年10月13日 | 美國,新澤西州,红牛竞技场                          | 美国     | 1–0  | 1–0  | 友誼賽             |

## 榮譽

### 球會
薩普里薩體育會
- 哥斯達黎加足球甲級聯賽 冠軍：2009-10年

奧林比亞高斯
- 希腊足球超级联赛 冠軍：2013-14年

阿仙奴
- 英格蘭社區盾﹕2014年

## 外部連結
- 乔埃尔·坎贝尔在National-Football-Teams.com的資料
- 祖爾·甘保 （页面存档备份，存于） @ Soccerway.com